# Reinhold Wulle
Reinhold Carl Benjamin Wulle (né le 1er août 1882 à Falkenberg, mort le 16 juillet 1950 à Gronau) est un pamphlétaire et homme politique allemand.

## Biographie
Reinhold Wulle est le fils du Gustav Wulle, pasteur de Falkenberg, et son épouse Emma Louise Wilhelmine Meinecke. Wulle va à l'école latine August-Hermann-Francke (de) de la Fondation Francke à Halle-sur-Saale puis au Francisceum Zerbst (de), où il passe son abitur en 1902. Après des études de théologie, d'histoire et d'études allemandes à Halle, Iéna et Berlin, Wulle travaille de 1908 à 1918 pour des journaux à Dresde, Chemnitz et Essen. À partir de 1918, il est rédacteur en chef du Deutschen Zeitung, organe de l'Alldeutscher Verband. En décembre 1920, il est libéré après des affrontements avec le président de l'Alldeutscher Verband, Heinrich Class. Wulle reste dans la Deutschen Herold – Bund der Vorkämpfer für deutschvölkisches Zeitungswesen und völkische Politik, association de lecteurs du Deutschen Zeitung. En 1921, il fait de la Deutsche Herold une maison d'édition.
Au printemps 1920, Wulle fonde avec Arnold Ruge (de) et Richard Kunze (de) le Deutschvölkischen Arbeitsring Berlin, groupuscule concurrent de la Deutschvölkischer Schutz- und Trutzbund, mais il n'a pas d'activités, après que Wulle rejoint le Parti populaire national allemand (DNVP) lors des élections législatives allemandes de 1920, en juin. Au sein du DNVP, Wulle appartient à l'aile völkisch-antisémite.
Après l'expulsion de Wilhelm Henning (de) du groupe parlementaire DNVP, Wulle, Henning et Albrecht von Graefe forment un groupe de travail völkisch. Cela donne naissance au Parti populaire allemand de la liberté (DVFP), fondé le 16 décembre 1922, dont le vice-président est Wulle. Après l'interdiction du DVFP en Prusse en mars 1923, Wulle libre représente le parti toujours actif. Deutsche Herold publie Das Deutsche Tageblatt, l'organe du DVFP. Le Deutsche Herold devient l'une des organisations de remplacement du DVFP interdit. En novembre 1923, Deutsche Herold est également temporairement interdit.
Reinhold Wulle est interrogé au cours de l'enquête sur les meurtres de femmes par la Reichswehr noire, armée clandestine créée en 1923 par le commandant de réserve Bruno Ernst Buchrucker, lequel fomente un coup d’État pour renverser le régime de la république de Weimar. L'une des femmes assassinées avait déclaré qu'un des meurtres féminins fut commis à la demande ou au nom de Wulle afin de garder secrets les préparatifs du DVFP pour un coup d'État. Wulle n'est pas d'accord avec ces déclarations et affirme au milieu des années 1920 à une commission d'enquête du parlement prussien qu'il est interdit aux membres du parti de rejoindre la Reichswehr noire. La Reichswehr noire est une organisation influente : le secrétaire privé de Wulle, Goetz Otto Stoffregen appartient à cette armée, un autre membre de la Reichswehr noire déclare l'avoir rejoint avec la médiation de Wulle.
Pour les élections législatives allemandes de mai 1924, la DVFP et le NSDAP s'unissent au sein du Parti national-socialiste de la liberté (NSFP). Wulle obtient un mandat au Reichstag et est assesseur du groupe parlementaire du NSFP. Il n'est plus élu lors des élections législatives allemandes de décembre 1924. De 1924 à 1928, Wulle est membre du NSFP au parlement prussien.
En 1925, des différences considérables se développent entre le DVFP et le NSDAP. Dans ses lettres d'information, Wulle accuse le NSDAP de s'appuyer unilatéralement sur une partie de la population et donc du danger de « devenir un mouvement de lutte de classe ». En 1928, Wulle devient président du DVFP, qui a perdu de nombreux membres pour le NSDAP. À la fin de la République de Weimar, Wulle devient un adversaire autoritaire et conservateur du front de Harzburg. Avec Joachim von Ostau (de), il veut convaincre Adolf Hitler et Paul von Hindenburg de ne pas se présenter à l'élection présidentielle allemande de 1932 en faveur du prince héritier Guillaume de Prusse.
Après la nomination d'Hitler au poste de chancelier en 1933, Wulle rassemble ses partisans dans la monarchiste Gesellschaft Deutsche Freiheit. Il continue à travailler comme écrivain et publié l’Informationsbrief von Reinhold Wulle. Il salue la Machtergreifung en espérant qu'elle restaure la monarchie prussienne.
Le 17 août 1938, Wulle est arrêté pour violation de la loi allemande sur le parti unique de 1933 et de la loi sur la trahison (de). Après l'interdiction de la Gesellschaft Deutsche Freiheit et l’Informationsbrief, il est expulsé de la Chambre de la littérature du Reich le 6 octobre 1938. Après avoir été emprisonné dans les prisons de Berlin, Wulle est placé en détention provisoire en 1940 et détenu au camp de concentration d'Oranienbourg-Sachsenhausen. Selon les rapports de ses codétenus, Wulle jouit de certains avantages à Sachsenhausen comme se laisser pousser ses cheveux ou des cigares envoyés par le prince héritier Guillaume. Avec certains de ses codétenus, Wulle est soupçonné d'avoir donné à la Gestapo des informations sur la résistance communiste à Sachsenhausen lors de sa libération en 1942. En conséquence, les principaux communistes sont transférés dans d'autres camps de concentration.
Après la fin de la Seconde Guerre mondiale, Wulle fonde le Parti allemand du développement à Gronau le 31 octobre 1945 avec Joachim von Ostau. Le parti prend des positions nationalistes, s'inspire du christianisme prussien-conservateur et défend la monarchie. Le Parti allemand du développement fusionne le 22 mars 1946 avec le Parti conservateur allemand pour former le Parti conservateur allemand - Parti allemand de droit (de). Peu de temps auparavant, le gouvernement militaire britannique avait informé Wulle qu'il devait s'abstenir de toute activité politique, car il n'était pas « en mesure de promouvoir les institutions démocratiques en Allemagne ».